# Paul Jansson (politiker)
Paul Jansson (i riksdagen kallad Jansson i Moholm), född 13 december 1924 i Trästena församling, död 6 augusti 2006 i Fägre församling, Västra Götalands län, var en svensk elektriker och socialdemokratisk politiker.
Paul Jansson tillhörde riksdagens första kammare 1961-1970 representerande socialdemokraterna i Skaraborgs läns valkrets. Han var därefter ledamot av enkammarriksdagen 1971-1985.